# Lampridius spectabilis
Lampridius spectabilis är en insektsart som beskrevs av William Lucas Distant 1918. Lampridius spectabilis ingår i släktet Lampridius och familjen dvärgstritar. Inga underarter finns listade i Catalogue of Life.